# Copa Billie Jean King
A Copa Billie Jean King (Billie Jean King Cup ou BJK Cup) é a principal competição de equipe no tênis feminino lançado em 1963 para comemorar o 50º aniversário da Federação Internacional de Tênis (ITF). A competição era conhecida como Federation Cup até 1994 e Fed Cup até 2020.
O equivalente a ela no masculino é a Copa Davis.

## História
A ideia para o evento pode ser traçada em 1919, quando Hazel Hotchkiss Wightman surgiu com o conceito para a competição de mulheres em equipe. Quando esta foi rejeitada, ela por sua vez apresentou um troféu em 1923 para um concurso anual entre os Estados Unidos e a Grã-Bretanha, que eram naquele tempo as mais fortes nações a jogar ténis. Nell Hopman, esposa do lendário australiano na Copa Davis capitão Harry Hopman, mais tarde assumiu a ideia original da senhora Wightman.
Em 1962, quando um residente britânico dos Estados Unidos, Mary Hardwick Hare, apresentou um dossiê comprovando que o apoio a um evento como esse foi esmagadora, a ITF estava convencida de que um campeonato por equipes sendo jogoda em mais de uma semana em um local diferente a cada ano era um "boa ideia". Levou 40 anos para Wightman realizar a ideia de uma mulher jogar um torneio equivalente a Copa Davis se tornar uma realidade. Finalmente, em 1963, a ITF lançou a Federation Cup para celebrar seu 50º aniversário. Aberto a todas as nações e não apenas para os EUA e Grã-Bretanha, a competição muito esperada se tornou um sucesso estrondoso.
Jogado mais de uma semana em um local diferente a cada ano, o evento inaugural atraiu 16 países. A competição foi apoiada pelos melhores jogadores desde o início. Realizado no Clube da Rainha, em Londres, a primeira disputa entre a Austrália e os Estados Unidos deram o tom com campeãs de Grand Slam como Darlene Hard, Billie Jean King, Margaret Smith e Lesley Turner todos com orgulho representar seu país em quadra. Os Estados Unidos emergiram da nação campeã e, desde então, colocar sua marca na competição, coletando um recorde de 17 títulos ao longo dos anos.
Aquele primeiro Federation Cup atraiu inscrições de 16 equipes, um número respeitável considerando que não havia dinheiro do prêmio e as equipes tiveram que satisfazer as suas próprias despesas. Patrocínio viria permitir esse número para expandir dramaticamente, primeiro pelo Grupo Colgate em 1976, e, de 1981 a 1994, pelos Japanese communications e pela gigante da informática NEC. Em 1994, 73 nações competiram, e os anfitriões da semana da Federation Cup foi agora obrigado a construir um complexo de ténis especial, dando origem ao que ficou conhecido como o "legado" Federation Cup. Além dos elogios de mostrar a competição premier internacional de equipe feminina, as nações viram sua participação como uma oportunidade sem precedentes para o desenvolvimento nacional do esporte.
O aumento de entradas levou à criação de competições regionais de qualificação em 1992 e, posteriormente, em 1995, a Federation Cup adaptou um novo formato e encurtou seu nome para Fed Cup. Tendo visto o grande sucesso que o formato de casa e outro fora tinha alcançado na Copa Davis, o formato para a Fed Cup foi mudado em 1995 para que as mulheres, assim como os homens, poderia jogar por seu país em seu país. Embora o formato foi ajustado várias vezes desde 1995, o formato atual, introduzido em 2005, incorpora oito nações no Grupo Mundial I e oito nações no Grupo Mundial II jogando tanto em casa comoe outro fora ao longo de três fins de semana ao longo do ano.

## Formato
A partir de 2020, o torneio se aproximou mais do formato da Copa Davis, principalmente nas primeiras e últimas divisões.
O caminho para o título, chamado de Finais, começa no Qualificatório, uma fase preliminar, que define parte das participantes do evento principal. Este acontece meses depois, em local único e curto período, com fase de grupos e eliminatória. Conta com as classificadas de início de temporada, as melhores da edição passada e, geralmente, convidada(s) e equipe da casa.
Abaixo, estão os play-offs e, na base, as zonas regionais.
| 12 equipes | 7 dias | Sede única | Fase de grupos e eliminatórias | Até 3 jogos por confronto |

| 16 equipes | 2 dias | 8 confrontos mandantes x visitantes | Até 5 jogos por confronto |

| 16 equipes | 2 dias | 8 confrontos mandantes x visitantes | Até 5 jogos por confronto |

| Grupo I \| Nº de equipes variável \| Até 5 dias \| Sedes \| Fase de grupos e eliminatórias \| Datas variam conforme continente \| Até 3 jogos por confronto \| |              |               |                                |                                  |                           |
| Américas | Ásia/Oceania | Europa/África |                                |                                  |                           |
| Nº de equipes variável | Até 5 dias   | Sedes         | Fase de grupos e eliminatórias | Datas variam conforme continente | Até 3 jogos por confronto |

| Grupo II \| Nº de equipes variável \| Até 5 dias \| Sedes \| Fase de grupos e/ou eliminatórias \| Datas variam conforme continente \| Até 3 jogos por confronto \| |              |               |                                   |                                  |                           |
| Américas | Ásia/Oceania | Europa/África |                                   |                                  |                           |
| Nº de equipes variável | Até 5 dias   | Sedes         | Fase de grupos e/ou eliminatórias | Datas variam conforme continente | Até 3 jogos por confronto |

| Grupo III \| Nº de equipes variável \| Até 5 dias \| Sedes \| Fase de grupos e/ou eliminatórias \| Datas variam conforme continente \| Até 3 jogos por confronto \| |            |       |                                   |                                  |                           |
| Europa/África |            |       |                                   |                                  |                           |
| Nº de equipes variável | Até 5 dias | Sedes | Fase de grupos e/ou eliminatórias | Datas variam conforme continente | Até 3 jogos por confronto |

## Equipes campeãs
| País                                    | Campeonatos | Vice-campeonatos                                                            |
| --------------------------------------- | --- | --------------------------------------------------------------------------- |
| Estados Unidos                          | 2017, 2000, 1999, 1996, 1990, 1989, 1986, 1982, 1981, 1980, 1979, 1978, 1977, 1976, 1969, 1967, 1966, 1963 (18) | 2018, 2010, 2009, 2003, 1995, 1994, 1991, 1987, 1985, 1974, 1965, 1964 (12) |
| Chéquia · (inclui Tchecoslováquia*)     | 2018, 2016, 2015, 2014, 2012, 2011, 1988*, 1985*, 1984*, 1983*, 1975* (11)                                      | 1986* (1)                                                                   |
| Austrália                               | 1974, 1973, 1971, 1970, 1968, 1965, 1964 (7)                                                                    | 2019, 1993, 1984, 1980, 1979, 1978, 1977, 1976, 1975, 1969, 1963, 2022 (12) |
| Rússia · (inclui União Soviética*)      | 2020-21, 2008, 2007, 2005, 2004 (5)                                                                             | 2015, 2013, 2011, 2001, 1999, 1990*, 1988* (7)                              |
| Espanha                                 | 1991, 1993, 1994, 1995, 1998 (5)                                                                                | 1989, 1992, 1996, 2000, 2002, 2008 (6)                                      |
| Itália                                  | 2024, 2013, 2010, 2009, 2006 (5)                                                                                | 2007, 2023 (2)                                                              |
| França                                  | 2019, 2003, 1997 (4)                                                                                            | 2016, 2005, 2004 (3)                                                        |
| Alemanha · (inclui Alemanha Ocidental*) | 1992, 1987* (2)                                                                                                 | 2014, 1983*, 1982*, 1970*, 1966* (5)                                        |
| África do Sul                           | 1972 (1) | 1973 (1)                                                                    |
| Bélgica                                 | 2001 (1) | 2006 (1)                                                                    |
| Eslováquia                              | 2002 (1) | 2024 (1)                                                                    |
| Suíça                                   | 2022 (1) | 2020-21, 1998 (2)                                                           |
| Canadá                                  | 2023 (1) | (0)                                                                         |
| Grã-Bretanha                            | (0) | 1981, 1972, 1971, 1967 (4)                                                  |
| Países Baixos                           | (0) | 1997, 1968 (2)                                                              |
| Bielorrússia                            | (0) | 2017 (1)                                                                    |
| Sérvia                                  | (0) | 2012 (1)                                                                    |

### Recordes e Estatísticas
Mais títulos consecutivos:
- 7 títulos: Estados Unidos, 1976–1982.

Mais aparições consecutivas em finais:
- 7 vezes: Estados Unidos, 1976–1982.

Maior número de games em uma partida:
- 172 games jogados, França 4–1 Japão, Primeira rodada do Grupo Mundial da Fed Cup de 1997.

Individuais:
- Mais títulos como jogadora:  Chris Evert (8)
- Mais títulos como capitã(o):  Petr Pála (6)
- Mais títulos como jogadora e capitã:  Chris Evert (10)
- Mais títulos como jogadora e capitã na mesma edição:  Margaret Court (3)

## Heart Award
Ele tem como objetivo reconhecer as jogadoras que representaram o seu país com distinção, demonstrou coragem excepcional na quadra e demonstrou notável compromisso com a equipe durante a Fed Cup pelo BNP Paribas.

## Ranking
Em 2 de dezembro de 2024.

| Pos. | Equipe         | Pontos   | Confrontos |
| ---- | -------------- | -------- | ---------- |
| 1ª   | Itália         | 1.228,75 | 16         |
| 2ª   | Canadá         | 1.066,25 | 13         |
| 3ª   | Chéquia        | 1.028,75 | 11         |
| 4ª   | Eslováquia     | 995,00   | 12         |
| 5ª   | Austrália      | 973,75   | 11         |
| 6ª   | Suíça          | 940,00   | 13         |
| 7ª   | Polónia        | 936,25   | 14         |
| 8ª   | Estados Unidos | 935,00   | 12         |
| 9ª   | Grã-Bretanha   | 930,00   | 12         |
| 10ª  | Espanha        | 922,50   | 10         |
| 11ª  | Alemanha       | 907,50   | 10         |
| 12ª  | Cazaquistão    | 817,50   | 10         |
| 13ª  | Roménia        | 816,25   | 8          |
| 14ª  | França         | 778,75   | 9          |
| 15ª  | Japão          | 761,25   | 17         |
| 16ª  | Eslovénia      | 703,75   | 16         |
| 17ª  | Países Baixos  | 703,25   | 16         |
| 18ª  | Bélgica        | 697,50   | 10         |
| 19ª  | Ucrânia        | 687,50   | 10         |
| 20ª  | Brasil         | 678,75   | 11         |
|      |                |          |            |
| 41ª  | Portugal       | 435,50   | 18         |